# Lazarus Fuchs
Immanuel Lazarus Fuchs (født 5. maj 1833 i Moschin, død 28. april 1902 i Berlin) var en tysk matematiker. 
Fuchs var 1866—69 ekstraordinær professor ved Berlins Universitet og blev i 1884 igen knyttet til dette som ordentlig professor, efter i mellemtiden at have beklædt professorater i Greifswald (1869—74), Göttingen (1874—75) og Heidelberg (1875—84). Han har overvejende beskæftiget sig med algebra og funktionsteori, inden for den sidste særlig med sådanne funktioner, som defineres ved differentialligninger, og må regnes for en af grundlæggerne af den moderne teori for de lineære differentialligninger. Fra 1891 redigerede han Journal für die reine und angewandte Mathematik. Hans arbejder blev under titlen Gesammelte Werke udgivne af Richard Fuchs og Ludwig Schlesinger (1904—1909).